# جن‌گیر ۲: مرتد
جن گیر ۲: مرتد (به انگلیسی: Exorcist II: The Heretic) یک فیلم ترسناک آمریکایی محصول سال ۱۹۷۷ به کارگردانی جان بورمن و نویسندگی ویلیامز گودهارد می‌باشد. از بازیگران این فیلم می‌توان به لیندا بلر، ریچارد بورتون، لوئیز فلچر، ماکس فون سیدو، کیتی وین و ند بیتی اشاره کرد. این فیلم دنباله ای بر فیلم جن گیر به کارگردانی ویلیام فریدکین و بر اساس رمانی به همین نام از ویلیام پیتر بلتی می‌باشد. این فیلم چهار سال پس از فیلم قبلی اتفاق می‌افتد و روی ریگان مک نیل ۱۶ ساله ای متمرکز است که هنوز در حال بهبودی از تسخیر شیطانی قبلی خود است.
جن گیر ۲ که در زمان اکرانش یک شکست انتقادی بود، اغلب به عنوان بدترین فیلم‌های ساخته شده در نظر گرفته می‌شود. این آخرین فیلمی بود که در آن پل هنرید، بازیگر کهنه‌کار حضور داشت.

## داستان
فیلیپ لامونت ، کشیشی که با ایمان خود دست و پنجه نرم می‌کند، تلاش می‌کند تا یک دختر تسخیر شده از آمریکای جنوبی را که ادعا می‌کند «بیماران را شفا می‌دهد» جن‌گیری کند. با این حال، جن‌گیری اشتباه می‌شود و یک شمع روشن لباس دختر را آتش می‌زند و او را می‌کشد. پس از آن، کاردینال به لامونت مأموریت می‌یابد تا دربارهٔ مرگ پدر لنکستر مرین، که چهار سال قبل در جریان بیرون کردن دیو آشوری پازوزو از ریگان مک نیل کشته شده بود، تحقیق کند. کاردینال به لامونت (که تجربه‌ای در جن‌گیری داشته و در معرض آموزه‌های مرین قرار گرفته‌است) می‌گوید که مرین به دلیل نوشته‌های بحث‌برانگیزش با اتهامات بدعت پس از مرگ مواجه است، زیرا مقامات کلیسا در تلاش برای مدرن‌سازی هستند و نمی‌خواهند وجود شیطان را بپذیرند.
ریگان مک نیل، اگرچه اکنون به ظاهر عادی به نظر می‌رسد و نزد سرپرستش شارون اسپنسر در شهر نیویورک می‌ماند، اما همچنان در یک مؤسسه روانپزشکی توسط دکتر جین تاسکین تحت نظر است. ریگان ادعا می‌کند که چیزی از مصیبت خود در واشینگتن دی سی به یاد نمی‌آورد، اما تاسکین معتقد است که خاطرات او سرکوب شده‌است.
پدر لامونت از مؤسسه بازدید می‌کند، اما تلاش‌های او برای سؤال از ریگان در مورد شرایط مرگ پدر مرین توسط دکتر تاسکین رد می‌شود، او معتقد است که رویکرد لامونت بیشتر از اینکه مفید باشد به ریگان آسیب می‌رساند. دکتر تاسکین در تلاشی برای تقویت خاطرات خود از جن‌گیری، و به‌طور خاص شرایطی که مرین در آن مرده‌است، دختری را هیپنوتیزم می‌کند، دختری که او توسط یک «همگام ساز»، یک دستگاه بیوفیدبک انقلابی که توسط دو نفر برای همگام سازی امواج مغزی خود استفاده می‌شود، هیپنوتیزم می‌کند. پس از گشت و گذار توسط شارون از خانه جورج تاون که جن‌گیری در آن انجام شد، لامونت برمی گردد تا توسط هماهنگ‌کننده با ریگان همراه شود. کشیش توسط پازوزو به گذشته منتقل می‌شود تا پدر مرین را در حال جن‌گیری پسر جوانی به نام کوکومو در آفریقا ببیند. لامونت با آگاهی از اینکه پسر برای مبارزه با پازوزو که به صورت دسته‌ای از ملخها ظاهر می‌شود، قدرت‌های ویژه‌ای ایجاد کرد، به آفریقا سفر می‌کند و با مافوق خود مخالفت می‌کند تا از کوکومو بالغ کمک بگیرد.
کوکومو به دانشمندی تبدیل شده‌است که در مورد چگونگی جلوگیری از انبوه ملخ‌ها مطالعه می‌کند. لامونت می‌آموزد که پازوزو به افرادی حمله می‌کند که توانایی شفابخشی روانی دارند. ریگان قادر است از طریق تله پاتی به ذهن دیگران دست یابد. او از این برای کمک به یک دختر اوتیستیک برای صحبت کردن استفاده می‌کند. پدر مرین، که به گروهی از الهیات تعلق داشت که معتقد بودند قدرت‌های روانی یک موهبت معنوی است که روزی بین همه مردم سهیم می‌شود، فکر می‌کرد افرادی مانند کوکومو و ریگان پیشروان این نوع جدید از انسانیت هستند. مرین در رؤیایی از لامونت می‌خواهد که مراقب ریگان باشد.
لامونت و ریگان به خانه قدیمی در جورج تاون بازمی‌گردند. تاسکین و شارون که نگران امنیت ریگان هستند، در تاکسی این زوج را دنبال می‌کنند. در مسیر، پازوزو لامونت را با ارائه قدرت نامحدود به او وسوسه می‌کند، و در نقش یک سوکوبوس ظاهر می‌شود که دوپلگانگر ریگان است. تاکسی به خانه ج
ورج تاون برخورد می‌کند و راننده را می‌کشد اما مسافرانش زنده می‌مانند و وارد خانه می‌شوند و شارون خود را به آتش می‌کشد. اگرچه لامونت در ابتدا تسلیم سوکوبوس می‌شود، اما ریگان او را برمی‌گرداند و به دوپلگنگر او حمله می‌کند در حالی که انبوهی از ملخ‌ها خانه را غرق می‌کنند، که شروع به فرو ریختن در اطراف آنها می‌کند. با این حال، لامونت موفق می‌شود با ضرب و شتم قفسه سینه و بیرون کشیدن قلبش، دوپلگانگر را بکشد. در پایان، ریگان ملخ‌ها (و پازوزو) را با اجرای همان آیین گاوبازی که کوکومو برای خلاص شدن از شر ملخ‌ها در آفریقا (اگرچه شکست خورد و خودش تسخیر شده بود) بیرون می‌کند. بیرون از خانه، شارون به دلیل جراحاتش می‌میرد و تاسکین به لامونت می‌گوید که مراقب ریگان باشد. ریگان و لامونت می‌روند در حالی که تاسکین می‌ماند تا به سوالات پلیس پاسخ دهد.

## بازیگران
- لیندا بلر در نقش ریگان مک نیل
- ریچارد برتون در نقش پدر فیلیپ لامونت
- لوئیز فلچر در نقش دکتر جین تاسیکین
- مکس فون سیدو در نقش پدر لنکستر مرین
- کیتی وین در نقش شارون اسپنسر
- پل هنرید در نقش کادینال
- جیمز ارل جونز در نقش کوکومو
- جوی گرین در نقش کوکوموی جوان
- ند بیتی در نقش ادواردز
- کارن کنپ (صدای پازوزو)

## فروش در گیشه
این فیلم با بودجه ۱۴ میلیون دلاری خود توانست، ۳۰ میلیون دلار فروش داشته باشد. هر چند این فیلم سودآور بود ولی با توجه به فیلم قبلی کمی ناامید کننده بود.

## دنباله‌ها
دنباله این فیلم با نام جن گیر ۳ در سال ۱۹۹۰ ساخته شد.
همچنین فیلم‌ها جن گیر: آغاز و قلمرو: پیش‌درآمدی بر جن گیر دنباله‌های مجموعه جن گیر بودند.